# Tamsyn Lewis
Tamsyn Carolyn Lewis-Manou (Melbourne, 20 juli 1978) is een Australische atlete, die gespecialiseerd is in de sprint en de middellange afstand. Ze werd zeventienmaal Australisch kampioene op de 400 en 800 m en eenmaal op de 400 m horden. De meeste internationale medailles won ze in teamverband op de 4 × 400 m estafette. Zo won ze driemaal (1998, 2002 en 2006) een gouden estafettemedaille op de Gemenebestspelen en eenmaal een  zilveren op de wereldindoorkampioenschappen. Daarnaast veroverde zij op de 800 m in 2008 de wereldindoortitel. Ook nam ze driemaal deel aan de Olympische Spelen.

## Biografie

### Beide ouders voormalige atleten
Tamsyns moeder, Carolyn Wright, was zesvoudig nationaal kampioene hoogspringen en haar vader, Greg Lewis, halvefinalist op de 200 m op de Olympische Spelen van 1968 in Mexico-Stad, Gemenebestkampioen op de 4 × 100 m estafette in 1974 en vijfvoudig Australisch sprintkampioen. Bovendien liep hij in 1972 de 100 m in 10,1 s.
Nadat zij aan het begin van 1994 op vijftienjarige leeftijd Australisch juniorenkampioene was geworden op de 400 m, werd Tamsyn Lewis uitgezonden naar de wereldkampioenschappen voor junioren in Lissabon, waar zij in de finale van de 400 m een zesde plaats veroverde. Een maand later reisde ze als lid van het estafetteteam af naar de Gemenebestspelen in Melbourne, maar werd uiteindelijk toch niet opgesteld.
Twee jaar later veroverde Lewis, net achttien jaar oud, haar eerst medaille op een internationaal toernooi door als lid van het Australische team op de 4 × 400 m estafette naar het brons te snellen op de WK voor junioren in Sydney.

### Estafette-successen
In 1998 stapte Lewis over op de 800 m, won haar eerst nationale titel op deze afstand en werd uitgezonden naar de Gemenebestspelen in Kuala Lumpur, waar zij op de 800 m de finale haalde en zesde werd in 2.01,71, een persoonlijk record. Haar talent voor de 400 m bleek echter onverminderd op de 4 × 400 m estafette, want als lid van het Australische team veroverde zij op dit onderdeel de gouden medaille.
Een jaar later combineerde ze beide onderdelen opnieuw. Op de WK indoor in Maebashi strandde ze in haar halve finale op de 800 m weliswaar op de zesde plaats, maar haar tijd van 2.02,42 was wel een Australisch indoorrecord. Op het estafette-onderdeel veroverde het Australische viertal vervolgens in 3.26,87, een Oceanisch record, de zilveren medaille achter het winnende Russische team, dat met 3.24,25 zelfs het wereldindoorrecord verbeterde.

### Olympisch debuut in Sydney
In 2000, in de aanloop naar de Olympische Spelen in Sydney, bewees Tamsyn Lewis in blakende vorm te zijn. Met persoonlijke records op zowel de 400 (51,51) als de 800 m (1.59,21) liep zij zich in de Australische olympische ploeg. In Sydney miste zij op de 800 m nipt de finale door in haar halve finale in 1.59,33 op drie honderdste seconde achter de Cubaanse Zulia Calatayud als vierde te finishen. Op de 4 × 400 m haalde zij de finale echter wel. Het Australische estafetteviertal, bestaande uit Nova Peris-Kneebone, Tamsyn Lewis, Melinda Gainsford-Taylor en Cathy Freeman, liep zowel in de halve finale met 2.24,05 als in de finale met 3.23,81 naar een Oceanisch record en werd vijfde.
In de jaren die volgden reeg Lewis de nationale titels op de 800 m aaneen, werd zij in 2002 vijfde op de 800 m tijdens de Gemenebestspelen in Manchester en prolongeerde zij er op de 4 × 400 m estafette samen met Lauren Hewitt, Cathy Freeman en Jana Pittman haar Gemenebesttitel. Desondanks ontstond in die periode het beeld dat de Australische, als het op grote toernooien aankwam, niet wist te scoren. Op de wereldkampioenschappen van 2001 in Edmonton en die van 2003 in Parijs bleef zij beide keren in de halve finale van de 800 m steken en op de Olympische Spelen van 2004 in Athene overleefde zij zelfs haar serie niet. Ook wist zij haar uit 2000 daterende PR maar niet te verbeteren.

### Roer omgegooid
In 2005 gooide zij daarom het roer om en besloot Lewis zich vooralsnog weer te concentreren op de 400 m. Ze werd vanaf 2005 vijfmaal op rij nationaal kampioene op deze afstand, miste op de Gemenebestspelen in Melbourne op de individuele 400 m weliswaar net de finale, maar liep op de 4 × 400 m estafette voor de derde achtereenvolgende maal naar het goud. Haar teamgenotes waren ditmaal Jana Pittman, Caitlin Willis en Rosemary Hayward.
In 2007 maakte zij, inmiddels gecoacht door haar broer Justin Lewis, haar rentree op de 800 m. Ze werd nu nationaal kampioene op beide onderdelen en kwalificeerde zich voor de WK in Osaka, maar in Japan slaagde zij er opnieuw niet in om door te dringen tot de finale. Met 2.01,21 sneuvelde zij als vierde in haar serie.

### Wereldkampioene
Des te verrassender was in 2008 de prestatie van Tamsyn Lewis op de WK indoor in het Spaanse Valencia. Ze won er onverwachts een gouden medaille op de 800 m en veroverde haar eerste wereldtitel, wellicht het grootste succes van haar atletiekcarrière. Hiermee doorkruiste ze Maria Mutola's droom om voor de achtste maal wereldkampioene 800 m indoor te worden. Na afloop was Mutola, die derde werd, boos op zichzelf: "Het was mijn laatste WK en ik wilde afscheid nemen met goud. Ik maakte na 500 m een geweldige fout. Ik liet de Australische aan de binnenkant voorbij komen, toen wist ik dat het voorbij was". Op de Olympische Spelen van 2008 in Peking sneuvelde Lewis in de series van de 400 m met een tijd van 52,38; op de 800 m reikte ze tot in de halve finale, waarin zij op een achtste plaats eindigde in 2.01,41, nadat zij een dag eerder in haar serie tot 1.59,27 was gekomen.
Dat ze over nog meer kwaliteiten beschikte bewees Tamsyn Lewis op de Australische kampioenschappen in 2009, waar zij zowel de titel veroverde op de 400 m (haar zesde op dit onderdeel) als op de 400 m horden. Daarmee zette zij de teller van het aantal nationale titels op vijftien. Er zouden er in de jaren erna nog drie volgen.

### Privé
Lewis trouwde in 2011 met de Australische cricketer Graham Manou en komt sindsdien uit onder diens naam.

### Trivia
Tamsyn Lewis deed met danspartner Arsen Kishishian mee aan de Australische editie van het tv-programma 'Dancing with the Stars'. Ze heeft gedragswetenschap gestudeerd aan de La Trobe University.

## Titels
- Wereldindoorkampioene 800 m - 2008
- Gemenebestkampioene 4 × 400 m - 1998, 2002, 2006
- Australisch kampioene 400 m - 2005, 2006, 2007, 2008, 2009, 2011
- Australisch kampioene 800 m - 1998, 1999, 2000, 2001, 2002, 2003, 2004, 2007, 2008, 2011, 2012
- Australisch kampioene 400 m horden - 2009

## Persoonlijke records
Outdoor
| Onderdeel    | Prestatie    | Datum           | Plaats   |
| ------------ | ------------ | --------------- | -------- |
| 400 m        | 51,42 s      | 20 maart 2009   | Brisbane |
| 600 m        | 1.25,79 (NR) | 5 juli 2012     | Luik     |
| 800 m        | 1.59,21      | 15 januari 2000 | Canberra |
| 400 m horden | 56,27 s      | 21 maart 2009   | Brisbane |

Indoor
| Onderdeel | Prestatie    | Datum        | Plaats   |
| --------- | ------------ | ------------ | -------- |
| 800 m     | 2.01,85 (NR) | 7 maart 2008 | Valencia |

### Prestatieontwikkeling
| Jaar | 400 m | 800 m   |
| ---- | ----- | ------- |
| 1993 | 54,84 | -       |
| 1994 | 52,90 | -       |
| 1995 | 53,01 | -       |
| 1996 | 53,34 | -       |
| 1997 | -     | -       |
| 1998 | 52,60 | 2.01,71 |
| 1999 | 52,58 | 2.00,95 |
| 2000 | 51,51 | 1.59,21 |
| 2001 | 53,07 | 2.00,86 |
| 2002 | 52,21 | 1.59,73 |
| 2003 | 52,85 | 1.59,35 |
| 2004 | 53,72 | 2.00,96 |
| 2005 | 52,44 | 2.11,37 |
| 2006 | 52,36 | 2.06,52 |
| 2007 | 51,71 | 1.59,37 |
| 2008 | 51,44 | 1.59,21 |
| 2009 | 51,42 | -       |
| 2010 | 52,41 | -       |
| 2011 | 52,15 | 2.00,78 |
| 2012 | 52,77 | 2.01,53 |
| 2013 | -     | -       |
| 2014 | -     | -       |
| 2015 | 54,72 | -       |

## Palmares

### 400 m
- 1994: 6e WJK - 53,51 s
- 2005:  Australische kamp. - 52,44 s
- 2006:  Australische kamp. - 52,36 s
- 2006: 4e in ½ fin. Gemenebestspelen - 52,88 s
- 2007:  Australische kamp. - 51,71 s
- 2008:  Australische kamp. - 51,44 s
- 2008: 4e in serie OS - 52,38 s
- 2009:  Australische kamp. - 51,42 s
- 2010:  Australische kamp. - 53,13 s
- 2011:  Australische kamp. - 52,31 s

### 800 m
- 1998:  Australische kamp. - 2.02,93
- 1998: 8e Wereldbeker - 2.06,64
- 1998: 6e Gemenebestspelen - 2.01,71
- 1999: 6e in ½ fin. WK indoor - 2.02,42
- 1999:  Australische kamp. - 2.02,29
- 1999: 6e in kwal. WK - 2.03,03
- 2000:  Australische kamp. - 1.59,29
- 2000: 4e in ½ fin. OS - 1.59,33
- 2001: 4e in ½ fin. WK indoor - 2.04,79
- 2001:  Australische kamp. - 2.02,95
- 2001: 7e in ½ fin. WK - 2.03,16 (in serie 2.00,86)
- 2002:  Australische kamp. - 2.00,88
- 2002: 5e Gemenebestspelen - 1.59,73
- 2002: 8e Wereldbeker - 2.03,10
- 2003:  Australische kamp. - 2.00,13
- 2003: 8e in ½ fin. WK - 2.05,11 (in serie 2.01,43)
- 2004:  Australische kamp. - 2.02,24
- 2004: 5e in serie OS - 2.02,67
- 2007:  Australische kamp. - 2.00,71
- 2007: 4e in kwal. WK - 2.01,21
- 2008:  Australische kamp. - 2.02,12
- 2008:  WK indoor - 2.02,57
- 2008: 8e in ½ fin. OS - 2.01,41 (in serie 1.59,27)
- 2011:  Australische kamp. - 2.00,80
- 2012:  Australische kamp. - 2.02,00

### 400 m horden
- 2009:  Australische kamp. - 56,27 s
- 2010:  Australische kamp. - 58,08 s

### 4 × 400 m
- 1996:  WJK - 3.32,47
- 1998:  Gemenebestspelen - 3.27,28
- 1999:  WK indoor - 3.26,87 (AR)
- 2000: 5e OS - 3.23,81 (AR)
- 2002:  Gemenebestspelen - 3.25,63
- 2006:  Gemenebestspelen - 3.28,66
- 2009: 4e in kwal. WK - 3.30,80